# 松永東
松永 東（まつなが とう、1887年〈明治20年〉10月15日 - 1968年〈昭和43年〉1月22日）は、日本の実業家、弁護士、弁理士、政治家。第45代衆議院議長。第76代文部大臣。さいたま市名誉市民。

## 来歴
長崎県南高来郡北串山村（のち小浜町、現雲仙市）の農家に生まれる。松永道広の長男。鎮西学院を卒業。1905年、上京した。弁護士事務所の書生をしたり、新聞配達をした。
早稲田実業学校出身。早稲田大学商科に学び中退した（1934年に推薦校友）。また日本大学に学び、法律の勉強をした。1911年、家督を相続した。弁護士試験に合格後弁護士、弁理士を開業した。傍ら武州鉄工所社長、武州瓦斯取締役を兼ねた。
1922年、東京市会議員に当選、同副議長、同議長をつとめた。1932年、第18回衆議院議員総選挙に旧埼玉1区から立憲民政党公認で立候補し初当選。以後当選9回。翼政会政調内務、農林兼務委員などをつとめた。
戦後、公職追放となった。追放解除後の1952年、第25回衆議院議員総選挙にて衆議院埼玉1区から衆議院議員選挙に出馬し当選、復帰を果たす。鳩山一郎・三木武吉らと行動を共にして分党派自由党に加わって吉田茂ら自由党主流派に対抗、分自党の多くが自由党に復帰しても三木・河野一郎らとと共に復党せず日本自由党に加わった。
その後日本民主党結成に関わり、民主党による鳩山政権が成立した直後の1954年12月11日に第45代衆議院議長に就任。しかし翌1955年1月24日に衆議院解散（天の声解散）となったことで僅か1ヶ月少しで議長を退く。
1957年、第1次岸改造内閣で文部大臣に就任。翌58年、「民族意識や愛国心の高揚のために道義に関する独立した教科を設けたい」と道徳教育を科目化した。1963年の第30回衆議院議員総選挙で落選し、政界を引退した。養子の光が後を継いで衆議院議員となった。1968年1月22日、80歳で死亡。

## 政策・主張

### 政見綱領
- 国防産業財政の三全主義[1]
- 農村の交換経済化する為通貨流通の円満[1]
- 農家負担の偏重を改善し負債の整理促進[1]
- 農村に公共事業を徹底的に施設し都市への人口移動の防止[1]
- 各種災害に対し農産物其の他主要産物の統制[1]

## 人物
1924年5月、総選挙に際し、郷里長崎県第4区から立候補して「中原に鹿を逐う」が、途中病気のためこれを断念し、知己のために途を譲ったので郷党から惜しまれた。背たけは低く（5尺そこそこ）で、小さかった。機略に富み、事が起こると、隼のような勢いを示して処理した。
早実の後輩でもある王貞治が、国体の国籍規定（2015年現在は撤廃されている）により静岡国体（1957年）の高校野球に出場できなかった時、早実野球部の顧問が松永に王を出場させてくれと頼むも、松永は「私としては、心情的に王くんを出場させてやりたい。しかし、文部大臣で法律を守らなければいけない立場にいる以上、泣いてでも（国籍規定で）王くんを出場させる事は出来ない。」と断ったエピソードが、近藤唯之の著書で取り上げられている。
趣味はテニス、囲碁。宗教は真言宗。住所は東京都文京区江戸川町、埼玉県浦和市（現さいたま市浦和区）岸町。

## 家族・親族
松永家
松永家のルーツについて、『火の国健児の生涯松永東』によれば「松永の祖先は、島原の乱以降に佐賀・唐津の精農として島原半島の小浜町山畑に移り住み、代々百姓を生業としてきた」という。
松永東の養子の松永光によれば「松永姓は主として唐津付近に多い。唐津藩の模範農民として島原半島に移っていったというふうに伝えられている。私どもの先祖は恐らく島原の乱以後、島原半島に住み着いた百姓でありました。松永家がある島原半島の西側は崖になっており、農耕地が少なく、非常に貧しい地域だった。松永家はそれほど豊かな家ではなかった」という。
- 祖父[11] - 「東をなんとかして学校の先生にしよう」と考えていたが、東自身は「学校の先生には向かないから、なんとかして東京に行こう」と考えていたという[11]。
- 父・道広[6][注 4] - 若い頃、長崎の寺に小僧奉公に出され、勉学に励んだ[6]。21歳の時、明治維新となる[6]。村人からインテリとして尊敬された[6]。松永東の苦学書生時代に65歳で亡くなる[6]。
- 実母・えい - 松永東が6歳になったばかりの頃、胃病がもとで亡くなる[6]。
- 継母・すぎ[6]
- 姉・かち - かちの孫が松永光である[6]。
- 妻・ます（1895年 - ?、埼玉、岡崎勇蔵の長女）[13][15]
- 長男・南[6]（1915年 - ?、生母は東京の岡田かね）[13]
  - 同妻（1920年 - ?、長崎、寺田勝市の長女）[15]
  - 同長男[15]
  - 同二男[15]
- 長女・千恵子（1914年 - 2015年、生母は東京の上田宇多[13][注 5]、松山義雄の妻[14]） - 埼玉県初の女性代議士で、厚生政務次官・郵政政務次官を歴任する。
  - 同夫・松山義雄（1903年 - 1958年、弁護士、衆議院議員、埼玉県副知事）
- 養子
  - 愛子（1912年 - ?、熊本県人近野荘太郎の養子となる[13]、あるいは近藤荘太郎家を継ぎ秀夫を夫に迎える[14]）
  - 光（弁護士、衆議院議員、1928年 - 2022年） - 文部大臣・通産大臣・大蔵大臣など歴任する[5]。
- 孫[15]

親戚
- 舟橋功一（1932年 - 2015年、千恵子の娘・浩子の夫、弁護士、元埼玉県議会議員、前川越市長）
- 曽孫
  - 海老原崇智（東京都中央区議会議員、1977年 - ） - 松山義雄・千恵子の孫である[21]。
  - 舟橋一浩（舟橋功一・浩子の長男、前埼玉県議会議員）